# Kristin Neff
Kristin Neff (California, 3 de noviembre de 1966) es una psicóloga estadounidense.

## Estudios
Es profesora asociada en el departamento de Psicología Educativa de la Universidad de Texas en Austin, Estados Unidos, y una de las líderes en el campo del impacto beneficioso en la salud de la autocompasión.
Es autora de más de 40 artículos académicos sobre los efectos de la autocompasión. Su libro Self Compassion, The Proven Power of Being Kind to Yourself («Autocompasión, El poder de ser amable contigo mismo») fue traducido en 14 idiomas.
Es cofundadora del Center for Mindful Self-Compassion («Centro para la Autocompasión con Plena Conciencia»). Junto a Chris Germer desarrolló un programa de entrenamiento de ocho semanas sobre autocompasión que es usado en distintos países del mundo.
Neff señala que es fundamental distinguir la autocompasión de la pena, «porque la pena por ti mismo no es saludable y la autocompasión sí lo es». La autocompasión, en cambio, tiene tres elementos, según Neff; por un lado se trata de ofrecernos comprensión y apoyo. Pero también hay otros dos componentes: un sentido de humanidad compartida y la atención plena. «La idea es sentir que otras personas también sufren, que no somos los únicos, que hay una experiencia humana común». Además, plantea que la autocompasión incluye «la práctica de mindfulness o atención plena, de estar en el presente y ver las cosas como son, sin ignorarlas, pero sin las exageraciones que causa una mente que constantemente rumia».